# Henrik Böhm
Pour les articles homonymes, voir Böhm.
Dans le nom hongrois Böhm Henrik, le nom de famille précède le prénom, mais cet article utilise l’ordre habituel en français Henrik Böhm, où le prénom précède le nom.
Henrik Böhm ([ˈhɛnɾik], [ˈbøm]), né le 10 avril 1867 à Várpalota et décédé le 23 octobre 1936 à Budapest était un architecte hongrois.

## La Banque Török
Bâtie par Henrik Böhm et Ármin Hegedűs en 1906, la Banque Török de Budapest est un bel exemple d'architecture Sécession. Des techniques très modernes pour l'époque permirent la création de sa façade vitrée surmontée d'une mosaïque de Miksa Róth. Intitulée Gloire à la Hongrie, elle montre le pays rendant hommage à la Vierge en tant que Patrona Hungariae.

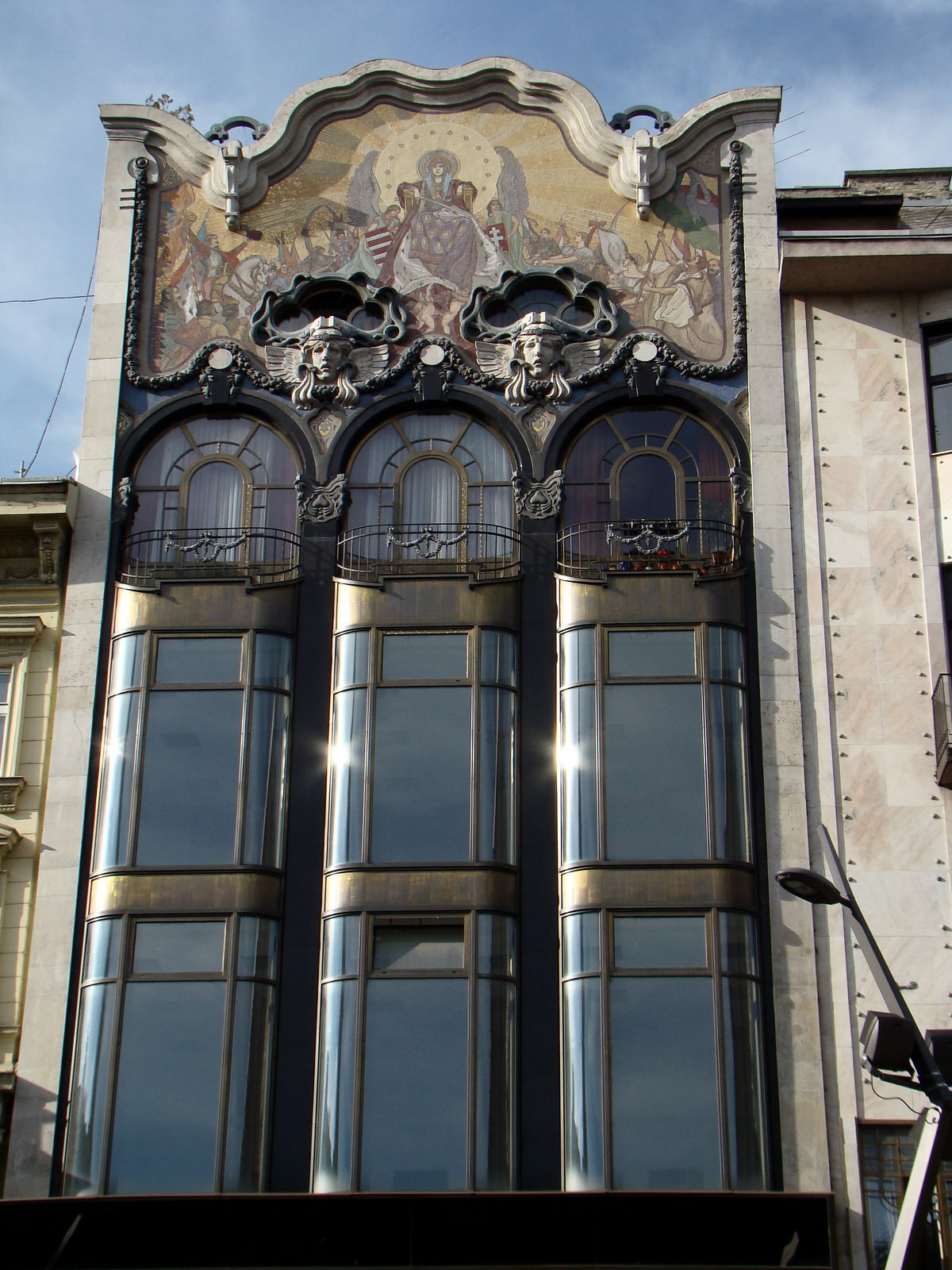
Façade vitrée très moderne pour l'époque (1906)
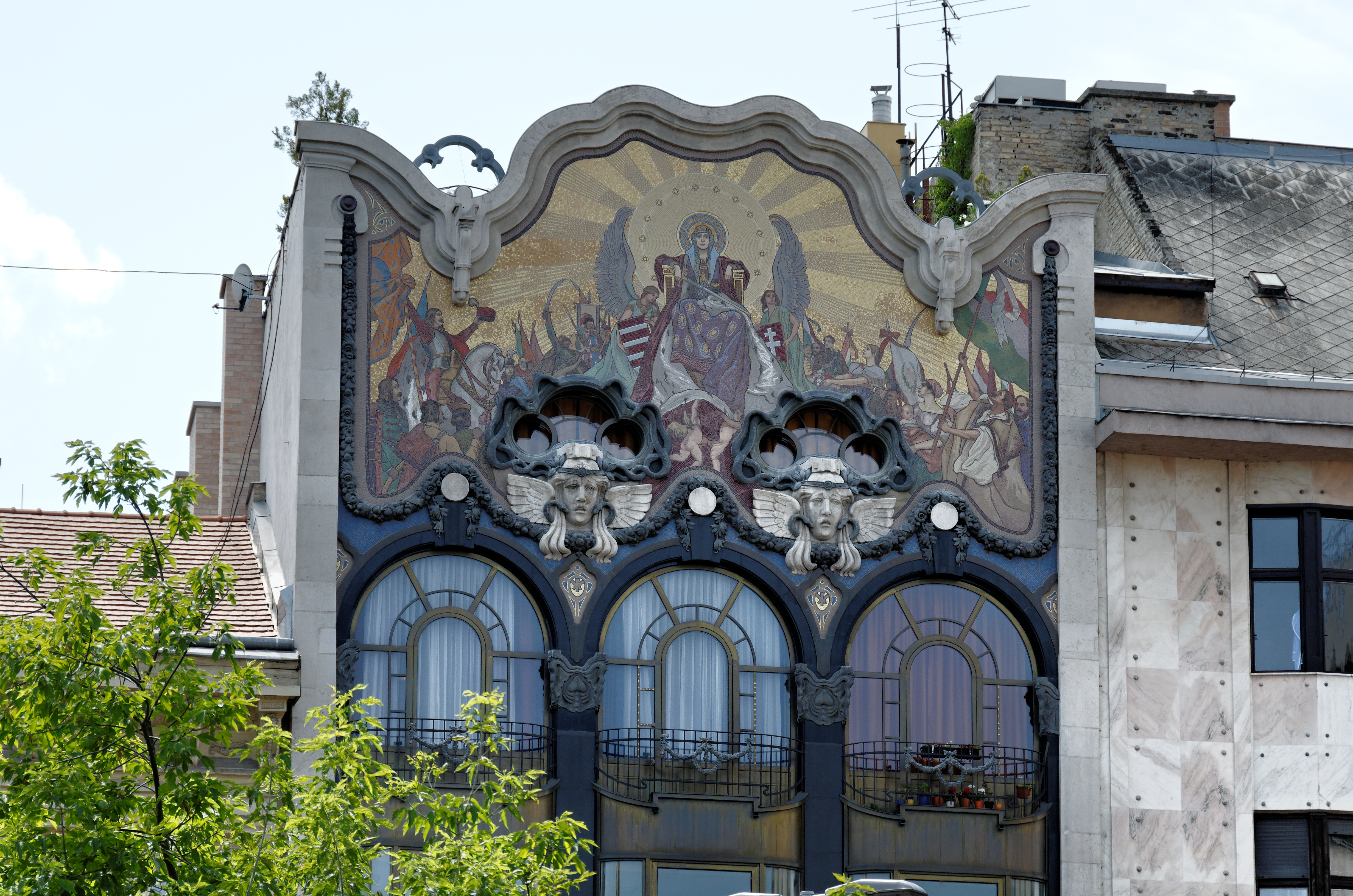
Gloire à la hongrie sur la façade de la Banque Török, par Miksa Róth. Parmi les anges et les bergers qui entourent la Vierge, l'artiste a représenté de grandes figures de l'histoire nationale tels que Ferenc Rákóczi , le conte István Széchenyi et Lajos Kossuth